# Vlk polární
Vlk polární (Canis lupus tundrarum) je poddruh vlka obecného. Obývá převážně tundry na Aljašce, při pobřeží Severního ledového oceánu. Tento druh je poměrně velký; délka těla i s ocasem se pohybuje mezi 100–120 cm a samec může vážit až 80 kg. Samice jsou menší, je zde výrazný pohlavní dimorfismus. Je to jeden z největších vlků Severní Ameriky. Srst vlka polárního je obvykle bílá nebo světle šedá, poměrně dlouhá, i když ne tak dlouhá jako u podobného vlka sibiřského, se kterým je často zaměňován. Dožívá se asi 7 let.

## Lov
Tito vlci loví především pižmoně, soby karibu a další velké savce. Je však oportunistou a nepohrdne ani menšími zvířaty nebo rostlinnou stravou. Vydrží i týdny bez jídla. Loví ve smečkách a umějí spolupracovat, zvláště pokud se jedná o lov. Ten většinou probíhá tak, že skupina vlků žene stádo před sebou a vlci, kteří běží zepředu, se snaží od stáda oddělit slabé jedince; mláďata, nemocné nebo staré. Při úspěšném lovu vždy první žere alfa pár, později zbytek lovců a nakonec i mláďata.

## Rozmnožování
Samec vlka polárního dosahuje pohlavní dospělosti ve 3 letech, samice již ve 2. Vlci polární se rozmnožují v březnu a březost trvá asi 62 dní. Samice několik dní před porodem hrabou malé jámy nebo se uchýlí do jeskyní, kde mláďata porodí. Obvykle jsou v jednom vrhu 2 - 4 mláďata . O mláďata se v prvních dnech stará matka, která je kojí. Po více než měsíci mláďata nechává ve společnosti jednoho či dvou "hlídačů" a sama odchází na lov.

## Hierarchie smečky
Vlk polární je smečkové zvíře, které se zdržuje ve smečkách o několika až po dvaceti jedincích. Smečku vede alfa pár, samec a samice, to jsou ve většině případů jediní vlci, kteří se ve smečce páří, ale není to dané pravidlo. Dále jsou také jeden nebo dva podřadnější jedinci, kteří hlídají mláďata, kdy jde skupina na lov. Zbytek jsou většinou lovci bez výrazného postavení.